# Бербоут-чартер
Бербо́ут-ча́ртер (англ. bareboat charter — «чартер порожнього судна») — у торговельному мореплавстві договір фрахтування судна без екіпажу.

## Основні права й обов'язки сторін
За договором фрахтування судна без екіпажа судновласник зобов'язується за обумовлену плату (фрахт) надати фрахтувальнику в користування і у володіння на певний термін неукомплектоване екіпажем і не споряджене судно для перевезень вантажів, пасажирів або для інших цілей торгового мореплавання.
Фрахтувальник же уповноважений розпоряджатися судном протягом терміну дії чартеру на свій розсуд на правах власника. Він приймає на себе всю відповідальність і витрати зі спільного володіння.
Крім того, він має право змінити прапор судна, нанести свої фірмові знаки, а також укладати від свого імені договори фрахтування судна без екіпажу з третіми особами на весь термін дії бербоут-чартеру або на частину даного терміну (суббербоут-чартер).

## Джерело
- Забелін В. Г. Фрахтові операції в зовнішній торгівлі. — М.: РосКонсульт, 2000. — 256 с.